# 蟻通
『蟻通』（ありどおし）は、能楽における能の演目のひとつ。和歌によって神が慰められるという和歌を賞賛する内容であり、神を題材にしているが初番目物ではなく4番目物となっている。尉物に分類される。

## あらすじ
紀貫之は和歌の道に関わる者として、まだ住吉大社、玉津島神社にも参詣していなかったので、只今思い立って紀伊路に向かうところであった。旅の途中、にわかに日が暮れたとおもいきや、大雨が降ってきて、乗っていた馬が全く動かなくなる。
そこに灯火を持った宮守りが、なにやらこの神社には燈もなく宮守りもだれもいないと嘆きながら現れる。貫之は馬が動かなくなって困っていることを宮守りに話しかけると、宮守りは、それは下馬をしなかったからだという。貫之が馬に乗っていけない所だったのかと問うと、ここはもの咎めをする蟻通明神の社の神前であり、もしもそれを知ってここを通ったのであれば、命はなかったと言われる。そうして宮守りの灯火で見ると、たしかに森の中に社がある。貫之は知らなかったとはいえ畏れもせずに通ったことを反省した。そして紀貫之だと告げると、宮守りから神様への手向けに和歌を読むようにとすすめられる。貫之は今の自分の詠む歌では神慮に叶いますまいといいつつ、「雨雲の立ち重なれる夜半なれば、蟻通とも思うべきかは」と詠むと、宮守りはたいそう面白いと讃え、そして和歌は素直であることが私心なく、良い歌は全てそうであると言った。今詠んだ歌もそうであるので、これを神が納受しないはずはないという。そこで貫之が馬を引き立てると、不思議なことに前のごとく歩みだした。これこそ歌によって神の心が和らいだからであった。貫之は宮守りに祝詞を奏上してほしいと頼むと、宮守りは祝詞をあげ、そして、そのそも神慮を慰めるのに和歌よりも良いものはないと言った。さらに和光同塵は神と人が交わる結縁のはじめであり、神の世の七代は人の心も素直であり、欲望もなく、天地が開けしこのかたより舞歌もそうであったと言った。今の貫之の歌もそうであり、その心を感じた故に仮の姿を現したのだと言って鳥居の陰に隠れると、貫之は宮守りが蟻通明神であったことに気がつき、宮守りの姿はかき消すように消え失せた。そうして夜が明け、再び貫之たちは旅立って行くのであった。

## 解説

### 典拠・作者
世阿弥の『三道』には、老体の規範曲として見え、『申楽談儀』では世阿弥改作となっている。『俊頼髄脳 』にある和歌の功徳説話を基にして作られている。節は、『申楽談儀』によると喜阿弥の影響を強く受けたとされている。

### 上演
宝生流と喜多流が江戸時代の前期から、観世流と金剛流は江戸時代の後期から、金春流は明治時代になってから上演している
。

### 和歌の意味
本曲で蟻通明神の化身の宮守を面白いと感心させた和歌「雨雲の立ち重なれる夜半なれば、蟻通とも思うべきかは」は、雲が出ていたため、星があると思えなかった（在りと星）、神社があると思えなかった（蟻通）と、二つの意味合いをかけて歌ったものである。星が出ないほど真っ暗だったので、よもや蟻通明神が鎮座されてるとは思いもよらなかったことだと解されている。

## 登場人物
- シテ  宮守
- ワキ  紀貫之
- ワキツレ  貫之の従者